# Mauro Bettin
Mauro Bettin (* 21. Dezember 1968 in Miane) ist ein ehemaliger italienischer Profi-Radrennfahrer.
In seiner Zeit als Profi konnte er neben dem Grand Prix Jef Scherens 1994 und dem Giro dei Sei Comuni 1995 auch eine Etappe bei der Tour de Suisse 1996 gewinnen. 1994 wurde er Zweiter beim Amstel Gold Race und siegte in der Niederösterreich-Rundfahrt.
Nach seinem Ende als Profi auf der Straße fuhr er 1999 und 2008 für das Mountainbike Team Full Dynamix. Im Jahr 2001 gewann er den Black Forest Ultra Bike Marathon.
| Personendaten    | Personendaten             |
| ---------------- | ------------------------- |
| NAME             | Bettin, Mauro             |
| KURZBESCHREIBUNG | italienischer Radsportler |
| GEBURTSDATUM     | 21. Dezember 1968         |
| GEBURTSORT       | Miane                     |